# Jane Barry
Pamela Jane Barry est une chimiste et une femme politique canadienne née le 10 juillet 1944 à Halifax, en Nouvelle-Écosse.

## Biographie
Pamela Jane Barry a fait ses études à l'Université Mount Saint Vincent puis à l'Université Saint-Francis-Xavier.
Elle est ensuite devenue chimiste pour Sucre Lantic et professeur à la Faculté de chimie de l'Université d'Alberta. 
Membre de l'Association libérale du Nouveau-Brunswick, elle représenta la circonscription de Saint John West puis de Saint John Lancaster à l'Assemblée législative du Nouveau-Brunswick de 1987 à 1999. 
Elle fut ministre de l'Environnement de 1991 à 1994 dans le gouvernement McKenna.